# Зарипова, Венера Зинуровна
Вене́ра Зинуровна Зари́пова (тат. Venera Zaripova, Венера Зарипова; род. 5 апреля 1966, Таш-Кумыр Ошской области, Киргизской ССР, СССР) — советская спортсменка, представляла художественную гимнастику в индивидуальных упражнениях. Мастер спорта СССР международного класса.

## Биография
Венера была пятым, последним, ребёнком в семье. Её мама была домохозяйкой, отец работал шахтёром. Через несколько лет после рождения Венеры семья переехала в Учкудук. С пяти лет занималась балетом, затем гимнастикой. Первым тренером по художественной гимнастике была Ольга Васильевна Тулубаева. Ради гимнастики Венера бросила учёбу в музыкальной школе. В девять лет она познакомилась в Ташкенте с тренером Ириной Винер. В 1978 году Венера переехала в Ташкент и начала спортивные выступления. В 14 лет попала в состав сборной СССР. Первая из воспитанниц Ирины Винер достигшая высоких спортивных результатов. В 14 лет она стала членом сборной СССР. Венера выиграла многоборье на чемпионате СССР 1981 года, обыграв Ирину Дерюгину, которая завоевала бронзовую медаль. В 1988 году, к концу своей спортивной карьеры, Венера окончила юридический факультет Ташкентского университета. Спортивные выступления закончила из-за травмы. В 1990 году была приглашена тренером по художественной гимнастике в Израиль. В 1993 году вышла замуж за израильского бизнесмена Давида Леви. В 1995 году родила дочь Ирину, а в 2001 и 2003 годах двух сыновей. Проживает в Израиле, работает тренером в клубе, помогала тренировать сборную страны. В её честь проводится международный турнир «Venera Cup». Она до сих пор время от времени выступает в гала-концертах на международных встречах и в Москве, Россия.

## Спортивные результаты
- Серебряный призёр чемпионата СССР в многоборье (1981).
- Четырёхкратная чемпионка СССР в отдельных видах.
- Участница чемпионата мира 1983 года (четвёртое место в упражнениях с лентами).